# 松田つかさ
松田 つかさ（まつだ つかさ、1995年8月8日 - ）は、日本のグラビアアイドル、タレント。

## 略歴
- 2019年3月、現在の事務所であるレオーネプロモーションに所属[2]、正式にグラビア活動を開始。
- 2019年8月、『月刊キスカ』の誌面上でデビュー。
- 2020年1月には自身のファーストDVDを発売。
- 2020年12月に出版したセカンドDVDでは、初めてAmazonランキング1位を獲得。ニュースサイトの記事でも注目を集めた。
- 2021年6月に出版したサードDVDでもAmazonランキング1位を獲得。2作連続での1位となった。
- 2021年9月に出版した4枚目のDVDでもAmazonランキング1位を獲得。3作連続での1位となった。
- 2023年12月には5枚目のDVD、また初のBlu-ray作品を出版。Blu-ray版でAmazonランキング2位を獲得。

## 人物
- 兵庫県神戸市出身。
- 特技はダンス、Y字バランス、水泳。趣味は断食[3]。
- 15年間のヒップホップ、ジャズダンスの経歴を持つ[4]。
- 6年間バレーボールをしており、自身のDVD作品でも披露している[5]。
- 憧れはグラビアアイドルの和地つかさ[6]。

## 出演

### 番組
- 透明彼女 season9 #9（2019年9月6日、CS、スカパー!、V☆パラダイス）
- 360°まる見え！VRアイドル水泳大会（2019年9月13日、フジテレビ）
- 千鳥のニッポンハッピーチャンネル 第8回・第9回（2020年1月3日・10日、Amazonプライム）- まゆみ役
- エロキン 第29話（2022年5月28日、U-NEXT）
- ヒロミ・指原の“恋のお世話始めました” 第79回（2022年6月9日、ABEMA）

### 舞台
- ごみ溜めの中のジュリエッタ（2022年9月1日-4日、武蔵野芸能劇場）- リリアン役

### 映画
- TURNING POINT 2（2022年12月10日-、お台場ユナイテッド・シネマ）

### 雑誌
- 月刊キスカ 9月号（2019年8月8日、竹書房）
- 新春芸能界お宝マシマシハプニング伝説（2020年1月23日、ダイアプレス）
- EX MAX! SPECAL Vol.143（2020年2月13日、ぶんか社）
- グラビアガールズGeneration（2020年12月17日、三和出版）
- EX MAX! 21年2月号（2020年12月26日、ぶんか社）
- アサ芸Seacret vol.68（2021年2月3日、徳間書店）
- グラドル名鑑2021（2021年3月29日）
- アサ芸Seacret vol.69（2021年4月5日、徳間書店）
- 金のEX DVD vol.2（2021年5月18日、大洋図書）
- 週刊実話ザ・タブー（2021年5月26日、日本ジャーナル出版）
- 週刊実話（2021年6月17日、日本ジャーナル出版）
- MEN'S DVD 21年9月号（2021年7月29日、三和出版）
- 金のEX（2021年8月17日、大洋図書）
- グラビアプレスタイムズ（2021年12月8日、グラビアプレス）
- 週刊実話（2022年6月2日、日本ジャーナル出版）
- 週刊実話（2023年5月29日、日本ジャーナル出版）

### インターネット番組
- ニコジョッキー ジョッキー学力テスト#50（2019年6月20日、ニコニコチャンネル）
- ニコジョッキー 三井里彩と松田つかさのニューチャレンジャーズ#8（2019年7月29日、ニコニコチャンネル）
- ニコジョッキー ジョッキー学力テスト#54（2019年10月17日、ニコニコチャンネル）
- 競輪ライブエンターテインメント TIPSTAR（2021年1月27日）
- ニコジョッキー ジョッキー学力テスト#70（2021年2月18日、ニコニコチャンネル）
- ニコジョッキー 水着でドン！#44（2021年3月30日、ニコニコチャンネル）
- 共遊型スポーツベッティング TIPSTAR（2021年5月19日-）※レギュラー出演
- ニコジョッキー 松田つかさと木佐とも菜の水着・第一部（2021年7月12日-、ニコニコチャンネル）※レギュラー出演
- 欲望の刻（2022年9月28日・30日、YouTubeチャンネル）

### ラジオ
- talking free plus（2020年7月26日、渋谷クロスFM）
- 渋谷を元気にするラジオ（2022年6月24日、渋谷のラジオ）
- Saturday！ぐらどる三人衆〜バトンタッチ☆〜（2023年1月21日-2023年12月16日、池袋FM）※レギュラーパーソナリティ
- 松田つかさと木佐とも菜の「土曜日お昼なに食べる？」（2024年1月220日-、池袋FM）※レギュラーパーソナリティ

### イベント
- Animelo Summer Live2018（2018年8月24日-26日）
- Tokyo Gravure Idol Festival 2020（2020年10月4日）
- Tokyo Gravure Idol Festival 2021（2021年10月2日）
- 上枝恵美加の学校行くDay-リターンズ 公開生放送（2022年4月23日）
- 異業種アイドルボンバイエ（2023年3月12日）

## 作品

### DVD
- Sweet Temptation -甘い誘惑-（2020年1月23日、ギルド）[4]
- 禁断の約束（2020年12月18日、イーネット・フロンティア）
- つかさだけみて…（2021年6月25日、スパイスビジュアル）
- あまあまでえちえち わたしチョロインです（2021年9月28日、Aircontrol）
- つかさの想い出（2023年12月28日、NONSTYLE）

### 写真集
- 競これ -競泳水着これくしょん- vol.1（2020年10月13日、デジタル出版）
- 競これ -競泳水着これくしょん- vol.2（2020年10月13日、デジタル出版）

### VR
- apartment Days! act1（2020年1月、FANTASTICA）
- apartment Days! act2（2020年2月、FANTASTICA）
- ボクの職場の先輩はわからないことをカラダで教えてくれる（2021年8月、FANTASTICA）
- 隣に引っ越してきた寂しがり屋な女の子と過ごすオトナな時間（2021年9月、FANTASTICA）
- すきま時間（2021年10月、FANTASTICA）

### 電子書籍
- ほんとうの私を知りたくない？（2020年6月9日、ギルド）
- 束縛されたい（2020年7月30日、ギルド）
- ラブポップグラビア（2020年9月12日）
- グラビア学園（2022年8月19日）
- GzPRESS（2023年12月30日-）